# Državno prvenstvo
Državno prvenstvo je tekmovanje na nivoju države. Zmagovalec postane državni prvak. Po navadi se s tem uvrsti na evropsko ali kakšno drugo mednarodno prvenstvo.